# گروه‌های درگیر در عملیات شاخه زیتون
این مقاله فهرستی از نیروهای دخیل در عملیات نظامی ترکیه علیه عفرین موسوم به «عملیات شاخه زیتون» را فهرست می‌کند. شورشیان موسوم به ارتش آزاد و تیپ سلطان مراد از متحدین اصلی ترکیه در این حمله بودند در حالی که هسته اصلی مدافعین عفرین نیروهای دموکراتیک سوریه بودند که متحدینی از اقوام مختلف سوری و افرادی با گرایش‌های ایدئولوژیک نزدیک به آنان از کشورهای غربی داشتند.

## ترکیه و متحدینش

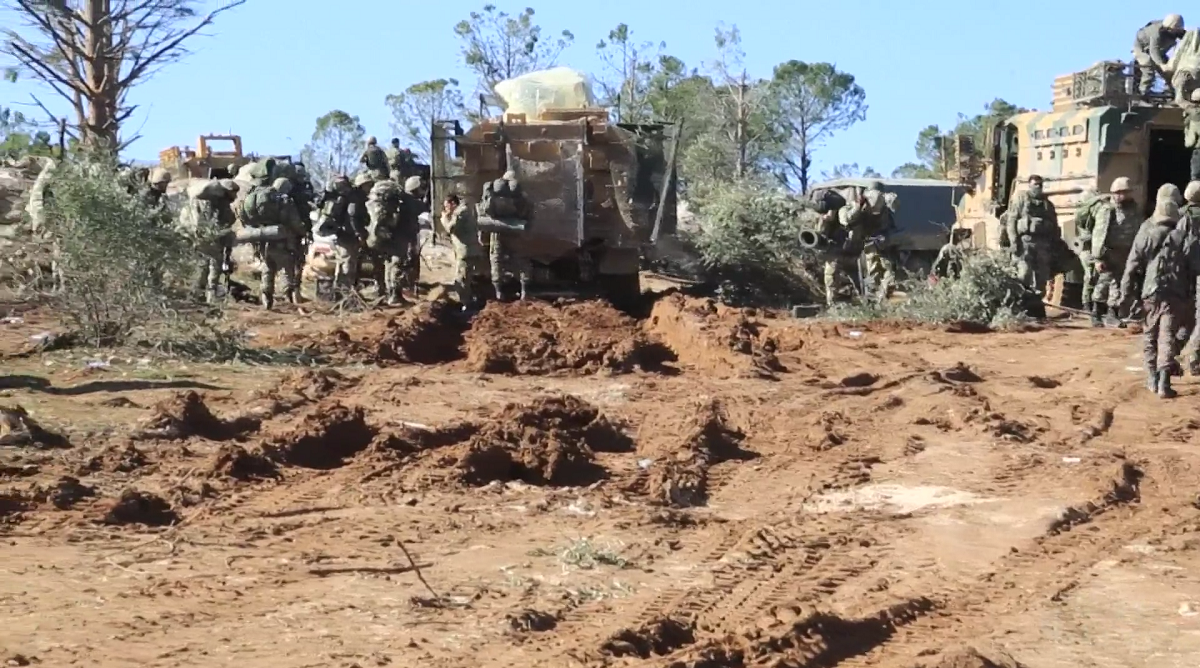
سربازان ترکیه در کوه برسایا

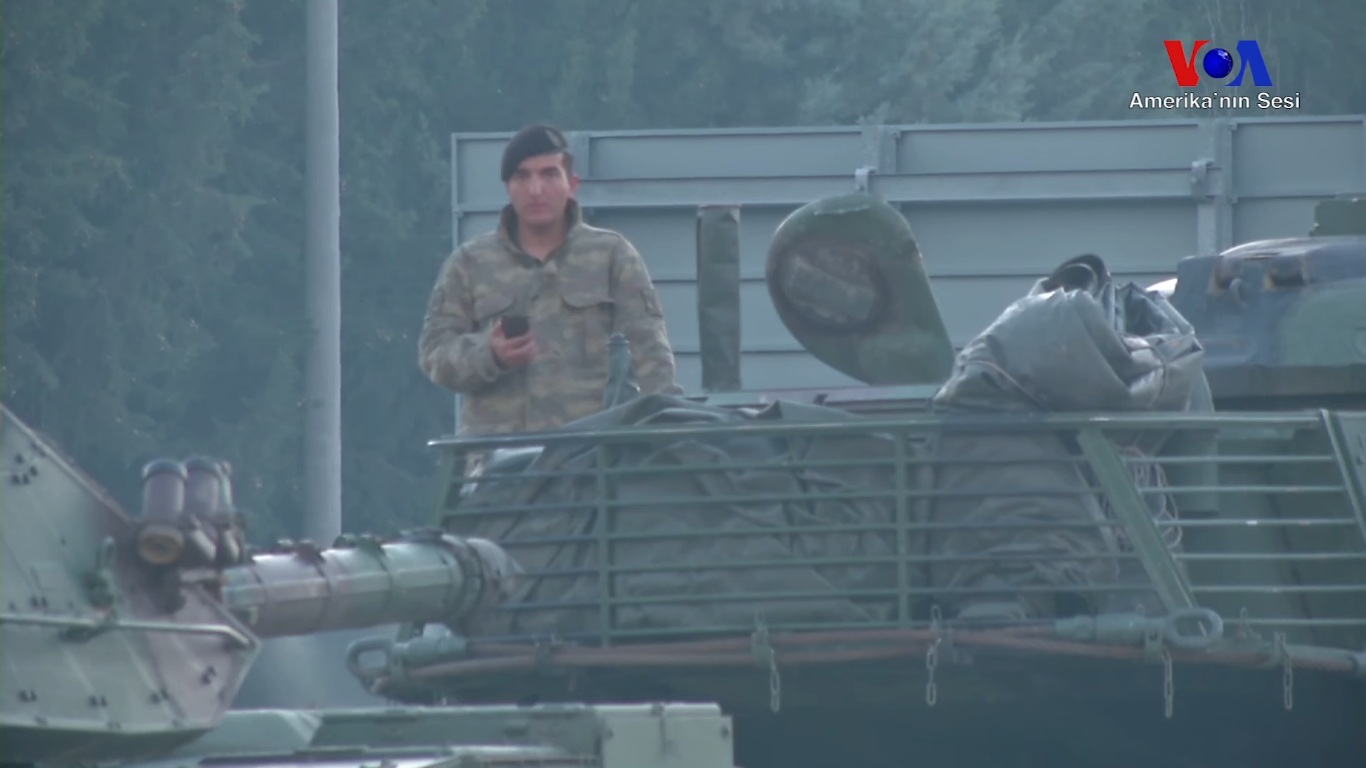
تکاور ترکیه در عملیات.

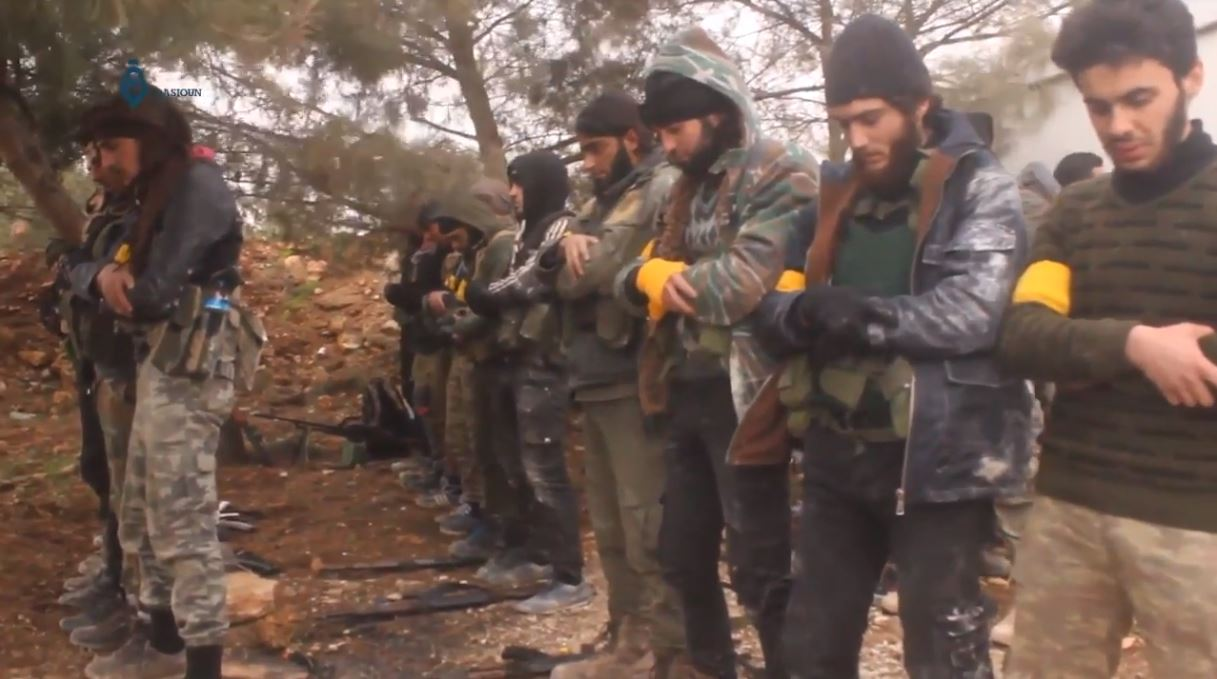
مبارزان ارتش آزاد سوریه در حال دعا، ۲۵ ژانویه ۲۰۱۸

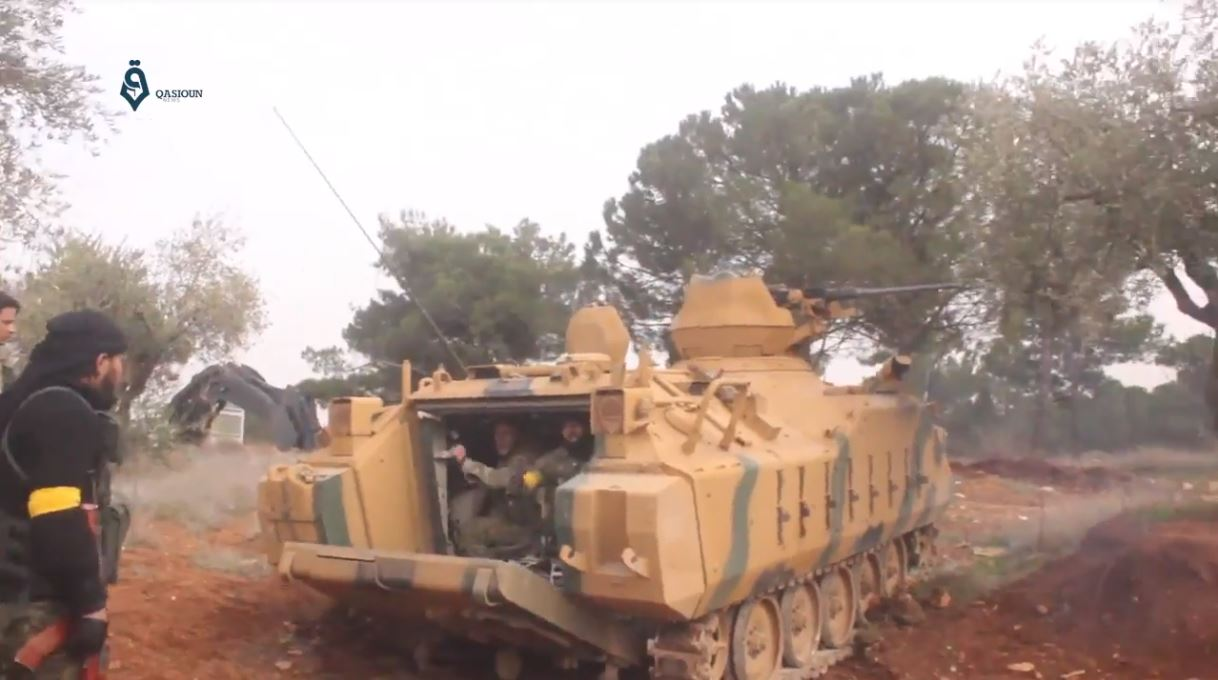
اعضای ارتش آزاد در نفربر زره‌پوش (ACV-15).

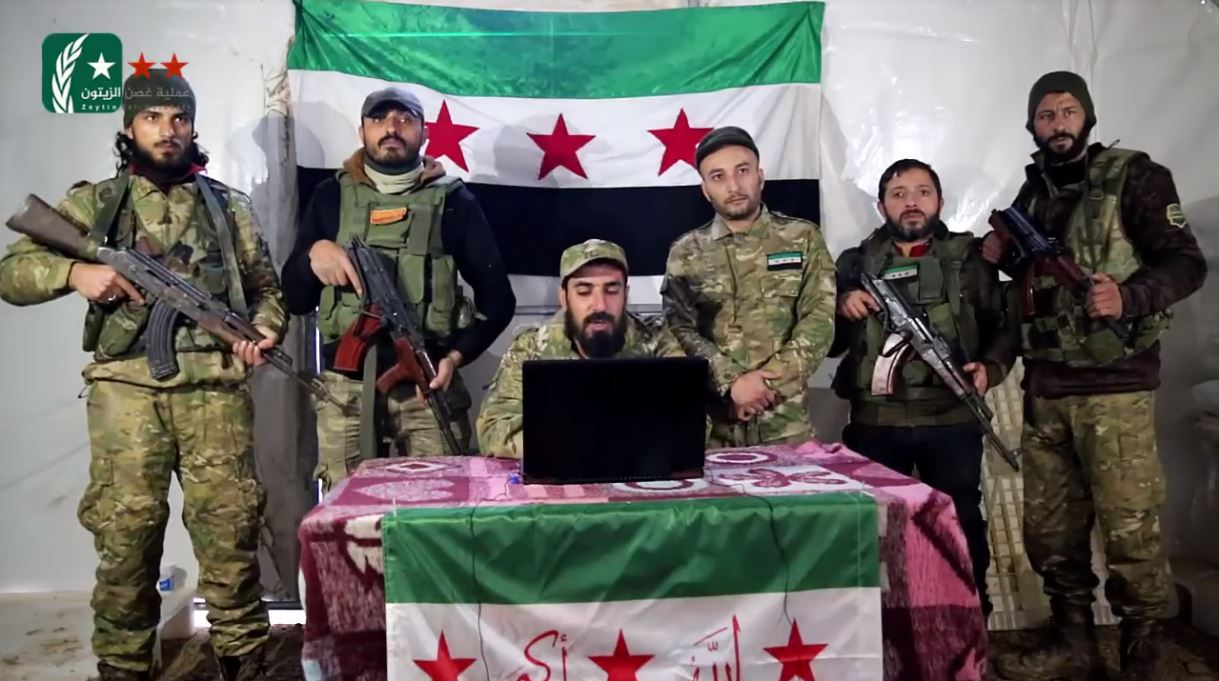
تعداد نسبتاً کمی از کردهای مخالف حزب اتحاد دموکراتیک به ارتش آزاد سوریه (تحت حمایت ترکیه) پیوستند. آن‌ها پیشتر تیپ آزادی نام داشتند.

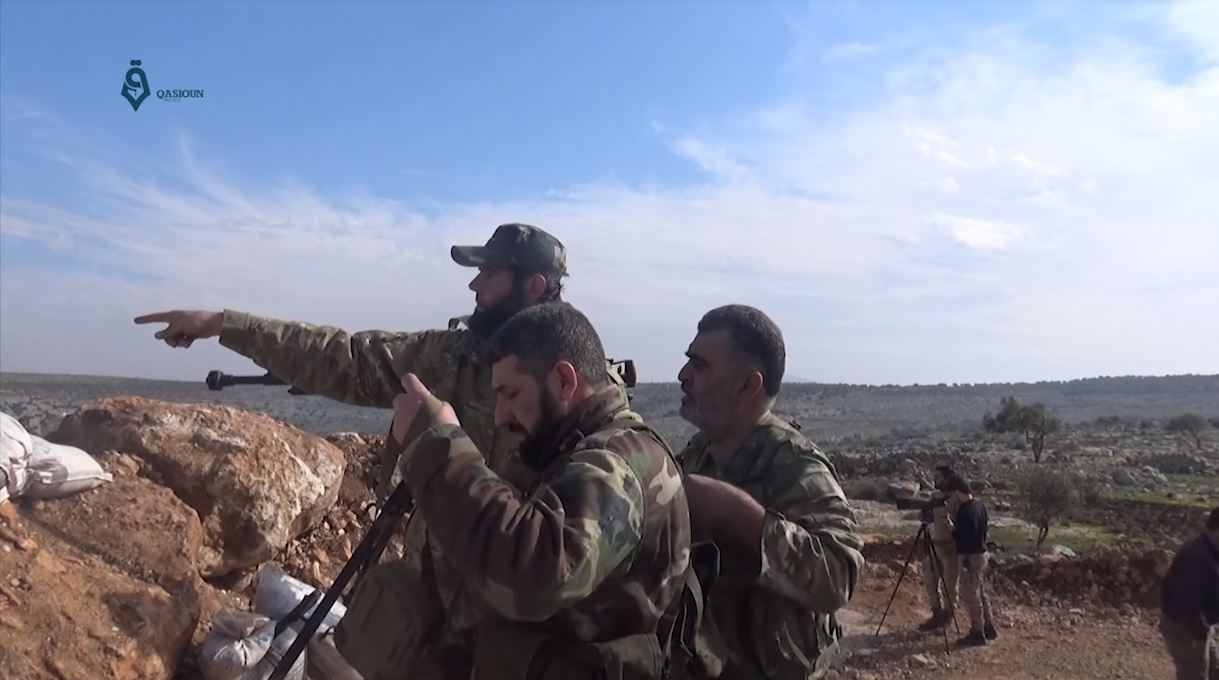
تیپ ۲۳ در طول عملیات

- نیروهای مسلح ترکیه
  -  نیروی زمینی ترکیه
    - ارتش دوم
      - پرونده:1.Komando Tugayı Amblemi.png تیپ تکاور ۱

  - نیروهای ویژه[۳]
  -  نیروی هوایی ترکیه
  - فرماندهی ژاندارمری عمومی [۴]
    - ژاندارمری عملیات ویژه (JÖH)
    - پاسداران روستا[۵]

- نیروی دریایی ترکیه[۶]
  - SAT
  - SAS
- ریاست امنیت عمومی[۷]
  - پلیس بخش عملیات ویژه (PÖH)
- سازمان اطلاعات و امنیت ملی (MIT)[۸][۹]
 گرگ‌های خاکستری (ادعا شده توسط SOHR)[۱۰]

  اتاق عملیات شاخه زیتون (ارتش آزاد تحت حمایت ترکیه)
- بلوک نصر
  - ارتش نخبگان
    -  گردان نخبگان (گردان آزادی)[۱۱][۱۲][۱۳]

  -  فیلق الشام[۱۴]
  - ارتش نوح
- هنگ اول
  -  تیپ سمرقند[۱۵]
  -  نیروهای منتصر بالله
  -  تیپ سلطان محمد فاتح[۱۶]

- هنگ دوم
  -  بخش سلطان مراد
    - تیپ سلطان سلیمان شاه[۱۷]

  - لشکر حمزه
    - تیپ شاهین کردی[۱۸]

  -  تیپ مستعصم
- هنگ سوم [۱۹]
  - جبهه شامیه
    -  تیپ طوفان شمال[۲۰]
    -  احرار الشام

  - ارتش شمالی

- یگان فستقیم[۲۳]
- شورای نظامی مارع
- احرار الشرقیه[۲۴]
- اهل الدیار[۲۵]
- تیپ ۹ [۲۶]
- جیش النصر (پس از ۱۶ فوریه)[۲۷]
- تیپ صلاح‌الدین[۲۸][۲۹]
- تیپ شهید ماشال تامو
- سپر قامشلی
- سپر عفرین

- تیپ ۲۳ ام[۳۰]
- جنبش نورالدین زنگی[۳۱][۳۲]
- تیپ مصطفی

جبهه جنوبی:
- ارتش آزادی ادلب
  - تیپ کوه هاؤکس

## فدراسیون دموکراتیک شمال سوریه و متحدانش

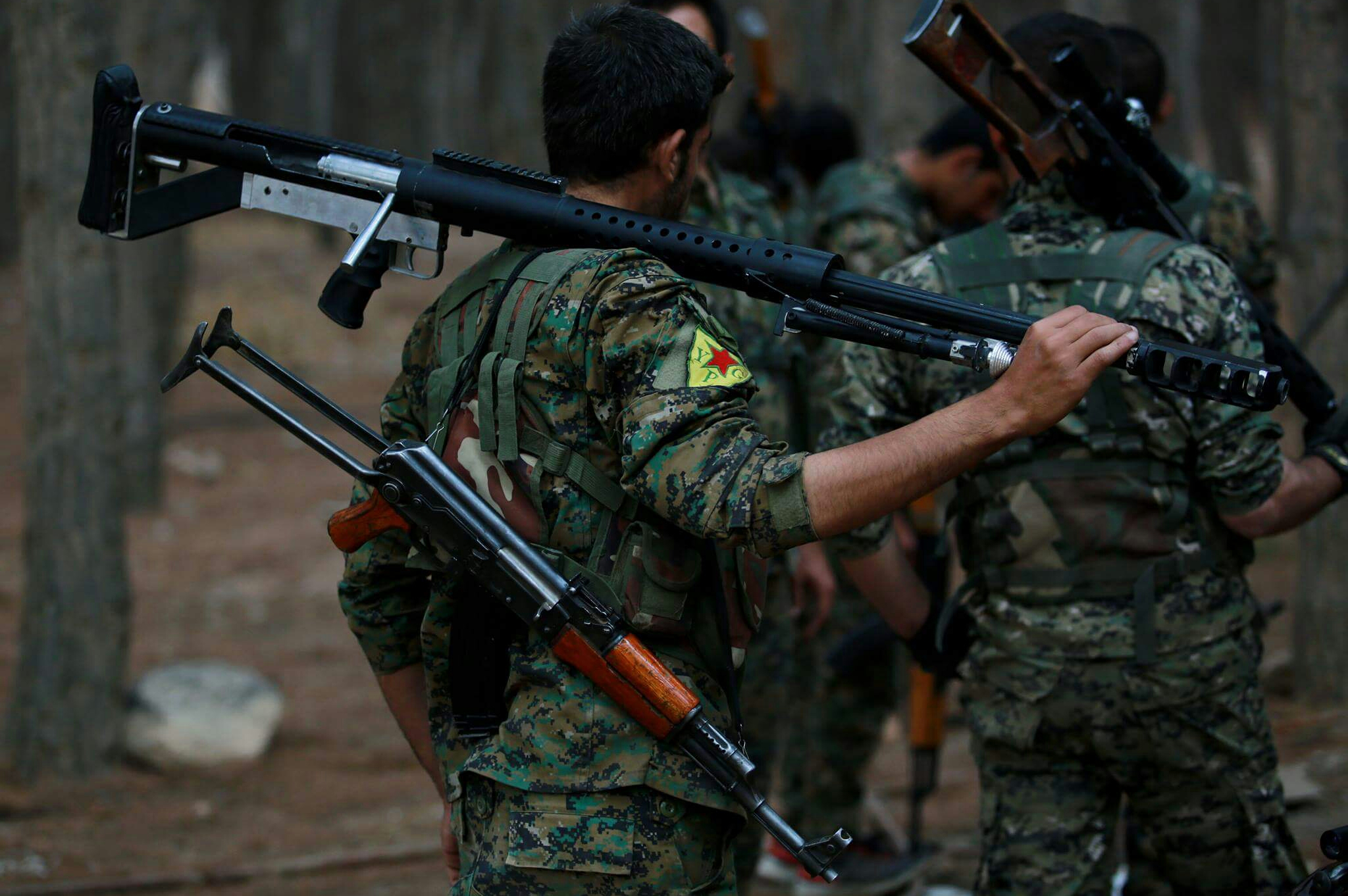
مبارزان یگان‌های مدافع خلق (YPG) در منطقه عفرین در طول عملیات

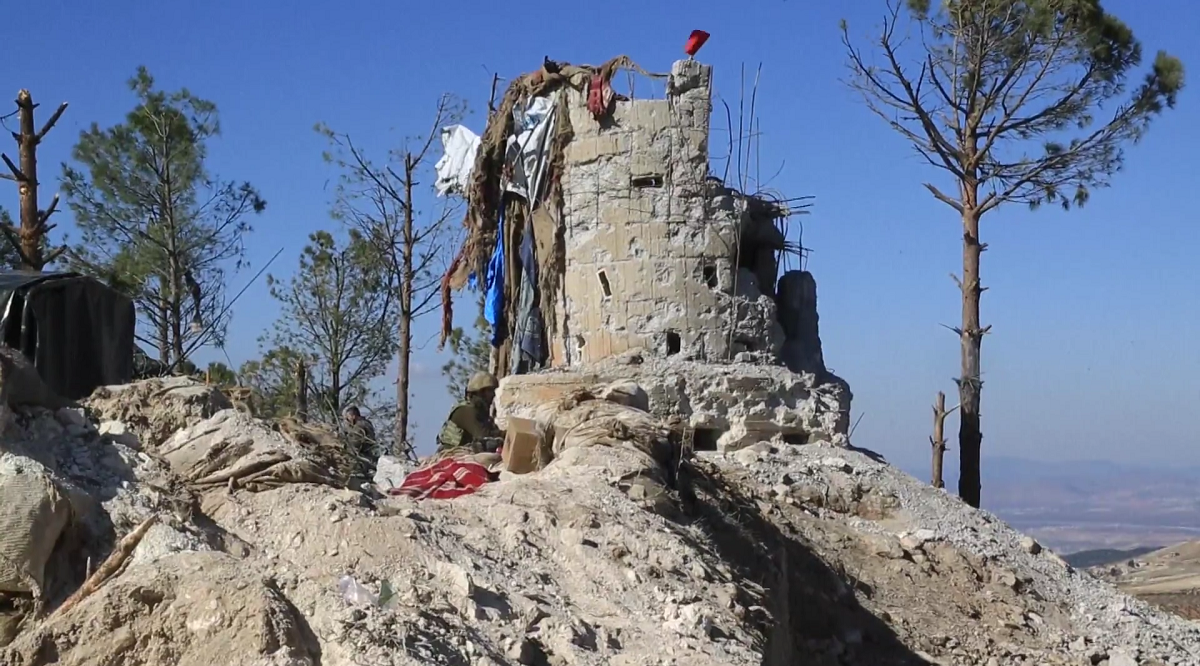
یک موقعیت دفاعی از SDF در کوه برسا (Barṣāyā) پس از گرفتن آن توسط نیروهای به رهبری ترکیه

نیروهای دموکراتیک سوریه
- یگان‌های مدافع خلق (YPG)
  -  مبارزان بین‌المللی ی‌پ‌گ[۳۳]
    - مبارزان آمریکایی، بریتانیایی و آلمانی
- یگان‌های مدافع زنان (YPJ)
  - مبارزان شهید اوستا خابور (Kongreya Star volunteers)[۳۴]
- یگان‌های ضد ترور (YAT)[۳۵]
- جیش الثوار (ارتش انقلابی)[۳۶]
  -  جبهة الاکراد[۳۷]
  - تیپ سپر انقلابی[۳۸]
- شورای نظامی سریانی (MFS)[۳۹]
- تیپ دموکراتیک شمال[۴۰][۴۱]
- شورای نظامی ادلب

 نیروهای منطقه عفرین
- نیروهای دفاع از خود (HXP)[۴۲]
- نیروهای دفاع مدنی (HPC)[۴۳]
- آسایش[۴۴]

 حزب کارگران کردستان (PKK)
- نیروهای مدافع خلق (HPG)[۴۵]

 یگان آزادی بین‌المللی
- MLKP[۴۷][۴۸][۴۹]
- TKP/ML TIKKO
- RUIS[۵۰]
- تیپ شهید مایکل اسرائیل (نیروهای ضد فاشیسم عفرین)[۵۱][۵۲]

 متحدین سنجار

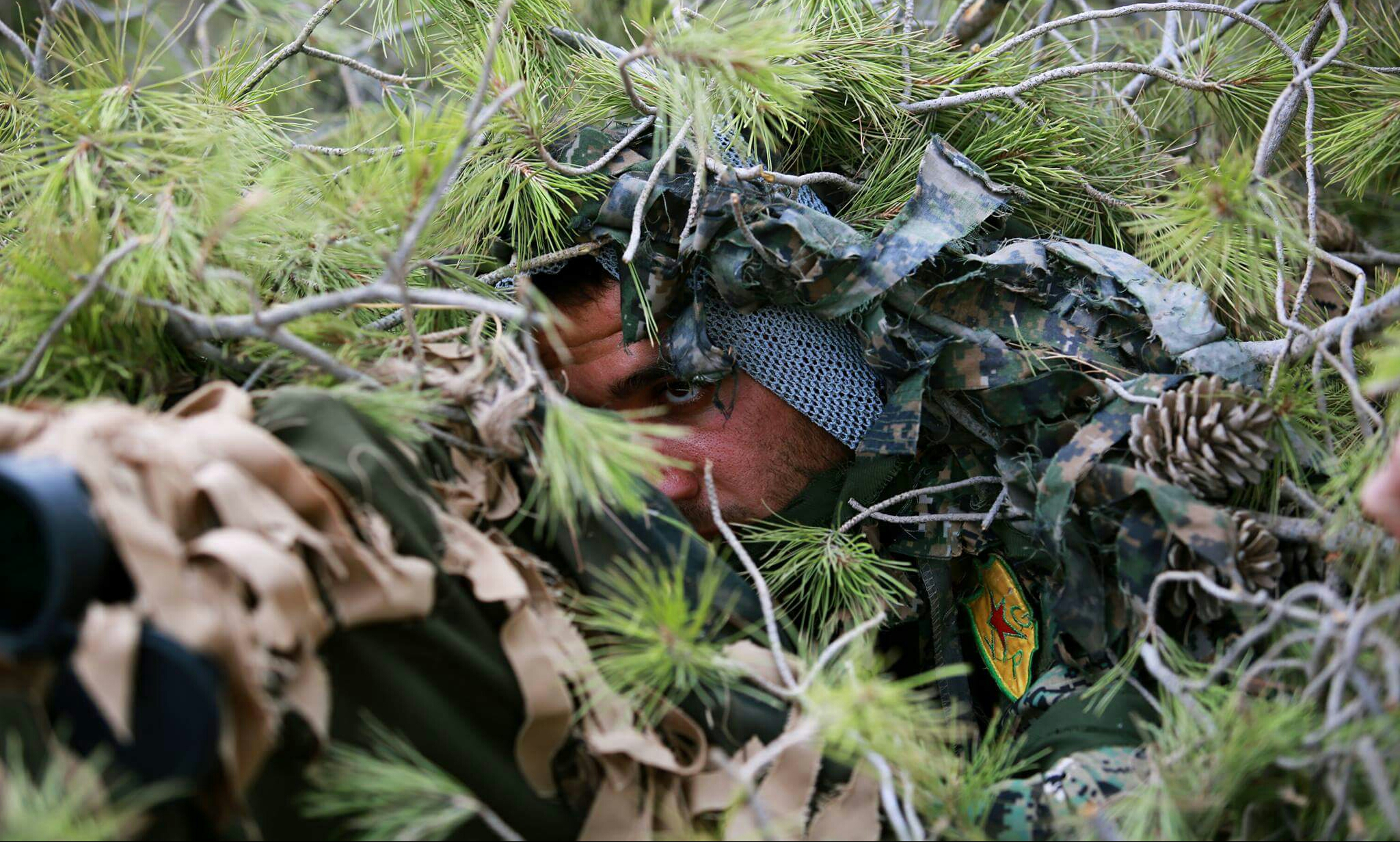
عضو YPG در حال استتار

- یگان‌های مدافع سنجار (YBŞ)[۵۳]
- یگان زنان ایزدخان (YJÊ)

 نیروهای دولتی ("نیروهای مردمی")
- نیروهای دفاع ملی سوریه[۵۵][۵۶][۵۷][۵۸]
- تیپ باقر[۵۹]
- شبه نظامیان نبل و الزهراء[۶۰][۶۱]